# Полигонная улица (Кунцево)
Полигонная улица — не существующая ныне улица бывшего подмосковного города Кунцево, вошедшего в состав Москвы в 1960 году, в границах завершаемой в это время МКАД. Некоторое время продолжала существовать на территории Москвы, пока не исчезла к 1968 году в связи с новой застройкой и изменением планировки кварталов, превратившись в безымянный внутриквартальный проезд. Южная часть её оказалась в квартале, очерченном Молдавской улицей.

## История
Улица была названа по Кунцевскому полигону в составе военного лагеря, в 1920—1930-х годах находившегося к западу от города Кунцево.
Проходила с юга на север между параллельными ей Крылатской и Малой Кунцевской улицами, выходя на Рублёвское шоссе. Все три улицы начинались от Большой Кунцевской улицы, проходившей по левому берегу речки Фильки (правого притока Москвы-реки).
Летом—осенью 1941 года у начала Полигонной улицы, на обоих берегах Фильки, был сооружён один из участков Кунцевского противотанкового рва в системе оборонительных сооружений на ближних подступах к Москве.

## Транспорт
В 1960-е годы обслуживалась автобусными маршрутами № 73, 127, 135 (остановка — Некрасовская улица).

## Связь
Пример адресации в 1960-х:
- Москва, Г-467, Кунцево, Полигонная ул., дом 3/7.

## Карта местности

Город Кунцево на плане 1940 г. Указана Полигонная улица